# Mason City, Illinois
Mason City là một thành phố thuộc quận Mason, tiểu bang Illinois, Hoa Kỳ. Năm 2010, dân số của thành phố này là 2343 người.

## Dân số
Dân số qua các năm:
- Năm 2000: 2558 người.
- Năm 2010: 2343 người.